# Белфор, Гордон
Гордон Брюс Белфор (англ. Gordon Bruce Balfour; 25 декабря 1882, Торонто — ?) — канадский гребец, двукратный бронзовый призёр летних Олимпийских игр 1908.
На Играх 1908 в Лондоне Белфор соревновался в четвёрках без рулевого и в восьмёрках. В обоих соревнованиях его экипажи разделяли третьи места и получили две бронзовые медали.